# Municipio de Washington (condado de Knox, Nebraska)
El municipio de Washington (en inglés: Washington Township) es un municipio ubicado en el condado de Knox en el estado estadounidense de Nebraska. En el año 2010 tenía una población de 76 habitantes y una densidad poblacional de 0,61 personas por km².

## Geografía
El municipio de Washington se encuentra ubicado en las coordenadas 42°37′44″N 98°14′50″O / 42.62889, -98.24722. Según la Oficina del Censo de los Estados Unidos, el municipio tiene una superficie total de 124.02 km², de la cual 123,89 km² corresponden a tierra firme y (0,1 %) 0,13 km² es agua.

## Demografía
Según el censo de 2010, había 76 personas residiendo en el municipio de Washington. La densidad de población era de 0,61 hab./km². De los 76 habitantes, el municipio de Washington estaba compuesto por el 100 % blancos. Del total de la población el 0 % eran hispanos o latinos de cualquier raza.